# اسماعیل اوغان
اسماعیل اوغان (به انگلیسی: Ismail Ogan)؛ زادهٔ ۵ مارس ۱۹۳۳ – ٢۶ آوریل ۲۰۲٢) کشتی‌گیر بازنشسته کشور ترکیه بود.